# Heidi Mohr
Heidi Mohr (ur. 29 maja 1967 w Weinheim, zm. 7 lutego 2019) – niemiecka piłkarka, występująca na pozycji napastniczki. W latach 1986–1995 reprezentantka Niemiec. Uczestniczka Mistrzostw Świata 1991 i 1995 oraz Mistrzostw Europy 1989, 1991 i 1993.

## Mecze w reprezentacji
Na podstawie:

### Mistrzostwa Świata 1991
| Mecze i gole w reprezentacji podczas Mistrzostw Świata 1991 | Mecze i gole w reprezentacji podczas Mistrzostw Świata 1991 | Mecze i gole w reprezentacji podczas Mistrzostw Świata 1991 | Mecze i gole w reprezentacji podczas Mistrzostw Świata 1991 | Mecze i gole w reprezentacji podczas Mistrzostw Świata 1991 | Mecze i gole w reprezentacji podczas Mistrzostw Świata 1991 | Mecze i gole w reprezentacji podczas Mistrzostw Świata 1991 | Mecze i gole w reprezentacji podczas Mistrzostw Świata 1991 |
| Lp.                                                         | Data                                                        | Miasto                                                      | Przeciwnik                                                  | Wynik                                                       | Gole                                                        | Inne                                                        | Faza rozgrywek                                              |
| ----------------------------------------------------------- | ----------------------------------------------------------- | ----------------------------------------------------------- | ----------------------------------------------------------- | ----------------------------------------------------------- | ----------------------------------------------------------- | ----------------------------------------------------------- | ----------------------------------------------------------- |
| 1.                                                          | 17.11.1991                                                  | Jiangmen                                                    | Nigeria                                                     | 4:0 (3:0)                                                   | 32', 34'                                                    |                                                             | Faza grupowa                                                |
| 2.                                                          | 19.11.1991                                                  | Zhongshan                                                   | Chińskie Tajpej                                             | 3:0 (2:0)                                                   | 21', 50'                                                    |                                                             | Faza grupowa                                                |
| 3.                                                          | 21.11.1991                                                  | Zhongshan                                                   | Włochy                                                      | 2:0 (0:0)                                                   | 67'                                                         |                                                             | Faza grupowa                                                |
| 4.                                                          | 24.11.1991                                                  | Zhongshan                                                   | Dania                                                       | 2:1 (1:1)                                                   | 98'                                                         |                                                             | Ćwierćfinał                                                 |
| 5.                                                          | 27.11.1991                                                  | Kanton                                                      | Stany Zjednoczone                                           | 2:5 (1:3)                                                   | 34'                                                         |                                                             | Półfinał                                                    |
| 6.                                                          | 29.11.1991                                                  | Kanton                                                      | Szwecja                                                     | 0:4 (0:4)                                                   |                                                             |                                                             | Mecz o 3. miejsce                                           |

### Mistrzostwa Świata 1995
| Mecze i gole w reprezentacji podczas Mistrzostw Świata 1995 | Mecze i gole w reprezentacji podczas Mistrzostw Świata 1995 | Mecze i gole w reprezentacji podczas Mistrzostw Świata 1995 | Mecze i gole w reprezentacji podczas Mistrzostw Świata 1995 | Mecze i gole w reprezentacji podczas Mistrzostw Świata 1995 | Mecze i gole w reprezentacji podczas Mistrzostw Świata 1995 | Mecze i gole w reprezentacji podczas Mistrzostw Świata 1995 | Mecze i gole w reprezentacji podczas Mistrzostw Świata 1995 |
| Lp.                                                         | Data                                                        | Miasto                                                      | Przeciwnik                                                  | Wynik                                                       | Gole                                                        | Inne                                                        | Faza rozgrywek                                              |
| ----------------------------------------------------------- | ----------------------------------------------------------- | ----------------------------------------------------------- | ----------------------------------------------------------- | ----------------------------------------------------------- | ----------------------------------------------------------- | ----------------------------------------------------------- | ----------------------------------------------------------- |
| 1.                                                          | 05.06.1995                                                  | Karlstad                                                    | Japonia                                                     | 1:0 (1:0)                                                   |                                                             |                                                             | Faza grupowa                                                |
| 2.                                                          | 07.06.1995                                                  | Helsingborg                                                 | Szwecja                                                     | 2:3 (2:0)                                                   |                                                             |                                                             | Faza grupowa                                                |
| 3.                                                          | 09.06.1995                                                  | Karlstad                                                    | Brazylia                                                    | 6:1 (3:1)                                                   | 78', 89'                                                    |                                                             | Faza grupowa                                                |
| 4.                                                          | 13.06.1995                                                  | Västerås                                                    | Anglia                                                      | 3:0 (1:0)                                                   | 82'                                                         |                                                             | Ćwierćfinał                                                 |
| 5.                                                          | 15.06.1995                                                  | Helsingborg                                                 | Chiny                                                       | 1:0 (0:0)                                                   |                                                             |                                                             | Półfinał                                                    |
| 6.                                                          | 18.06.1995                                                  | Solna                                                       | Norwegia                                                    | 0:2 (0:2)                                                   |                                                             |                                                             | Finał                                                       |

## Sukcesy
Na podstawie:

### Klubowe
Z TuS Niederkirchen:
- Mistrzyni Niemiec 1992/93

Z 1. FFC Frankfurt:
- Mistrzyni Niemiec 1998/99
- Puchar Niemiec 1998/99, 1999/00

### Reprezentacyjne
- Wicemistrzyni Świata 1995
- Mistrzyni Europy 1989, 1991